# エンシャクシュアンナ
エンシャクシュアンナ（Enshakushanna）は、古代メソポタミア、シュメール初期王朝時代の王朝であるウルク第2王朝の王。史上初めて「国土の王」の称号を名乗った。エンシャクシュアンナク（Enshakushannak）と呼ばれることもある。

## 在位年代の問題
エンシャクシュアンナは、シュメール王名表によればウルク第2王朝最初の王である。しかし、同王名表の作者はウルク第2王朝の王については知識が乏しかったといわれ、考古学の成果によって王名表に記載されている王の一覧にはかなりの遺漏があることが知られている。
かつては単純に、新たに発見された王がエンシャクシュアンナの後に挿入される形で王統譜が復元されていたが、近年の研究でエンシャクシュアンナ時代とアッカド王朝のサルゴン王の治世中に書かれた行政文書に同一人物が登場していること、またエンシャクシュアンナ時代のシュメール語とサルゴン時代のシュメール語がさほど変化していないという指摘がなされたことなどから、シュメール王名表の記載順は誤りであり、エンシャクシュアンナはウルク第2王朝の終盤、アッカド時代に極めて近い時代の王であるとする説が有力になっている。
こうした中、ルガルキサルシやルガルキギンネドゥドゥなどの即位順も含めてウルク第2王朝の王たちの即位順序は大きく見直しが進んでいる。

## 来歴
シュメール王名表によれば、彼は60年間在位したという。彼はウルク第2王朝の最初の王であるが、彼の父はウル王であったともいわれる。上述したように、彼が最初の王であるという王名表の記載は最近では見直しが進んでいる。即位したエンシャクシュアンナは周辺の都市国家を征服し、または同盟を結んでシュメール地方に大きな勢力を誇った。
当時の有力国であったキシュの王エンビク・イシュタル（Enbiq Ishutar）と戦ってこれを破り捕虜とした。そしてキシュ市を破壊するように命じた。これは記録に残る最初の都市破壊命令である。このことによって莫大な貢納物がエンシャクシュアンナの手にもたらされた。
彼は称号として「国土の王」（Lugal kalam ma.KI）を用いた最初の王である。この称号は後に全シュメールを統合することになるルガルザゲシやアッカドの王サルゴンらによって踏襲されることになる。